# Ernesto Aparicio
Pour les articles homonymes, voir Aparicio.
Ernesto Hugo Aparicio, né le 28 décembre 1948 à San Salvador au Salvador, est un footballeur international salvadorien, qui évoluait au poste d'attaquant.

## Biographie

### Carrière en club
Aparicio évolue durant toute sa carrière au Salvador, à l'exception de la dernière année, disputée aux États-Unis.
Avec l'Atlético Marte, il remporte deux titres de champion du Salvador.

### Carrière en sélection
Avec l'équipe du Salvador, il figure dans le groupe des sélectionnés lors de la Coupe du monde de 1970. Lors du mondial organisé au Mexique, il joue deux matchs : contre la Belgique et le Mexique.

## Palmarès
Atlético Marte
- Championnat du Salvador (2) :
  - Champion : 1968-69 et 1970.